# Halococcus dombrowskii
Halococcus dombrowskii es un tipo de archaea primeramente aislado del Pérmico depósito de sal alpino. Es extremadamente halófilas. Las células son cocoides en forma, con tipo de cepa H4T (= DSM 14522T = NCIMB 13803T = ATCC BAA-364T).

## Otras lecturas
- Brito-Echeverría, Jocelyn; López-López, Arantxa; Yarza, Pablo; Antón, Josefa; Rosselló-Móra, Ramon (2009). «Occurrence of Halococcus spp. in the nostrils salt glands of the seabird Calonectris diomedea». Extremophiles 13 (3): 557-565. ISSN 1431-0651. PMID 19363644. doi:10.1007/s00792-009-0238-2.
- Seckbach, Joseph, ed. Life in the universe: from the Miller experiment to the search for life on other worlds. Vol. 7. Springer, 2004.
- Fendrihan, Sergiu, Michael Grosbacher, and Helga Stan-Lotter. "Response of the extremely halophilic Halococcus dombrowskii strain H4 to UV radiation and space conditions in the EXPOSE-ADAPT project on the International Space Station." EGU General Assembly Conference Abstracts. Vol. 12. 2010.
- Gunde-Cimerman, Nina, Aharon Oren, and Ana Plemenitaš, eds. Adaptation to life at high salt concentrations in Archaea, Bacteria, and Eukarya. Vol. 9. Springer, 2006.
- Fendrihan, Sergiu; Bérces, Attila; Lammer, Helmut; Musso, Maurizio; Rontó, György; Polacsek, Tatjana K.; Holzinger, Anita; Kolb, Christoph et al. (2009). «Investigating the Effects of Simulated Martian Ultraviolet Radiation onHalococcus dombrowskiiand Other Extremely Halophilic Archaebacteria». Astrobiology 9 (1): 104-112. ISSN 1531-1074. PMC 3182532. PMID 19215203. doi:10.1089/ast.2007.0234.